# Kanton La Salvetat-Peyralès
Kanton La Salvetat-Peyralès (francouzsky Canton de La Salvetat-Peyralès) je francouzský kanton v departementu Aveyron v regionu Midi-Pyrénées. Tvoří ho pět obcí.

## Obce kantonu
- Castelmary
- Crespin
- Lescure-Jaoul
- La Salvetat-Peyralès
- Tayrac